# 日産・アプリオ
アプリオ（APRIO ）は、かつて日産自動車がメキシコで販売していた小型セダン。
なお、この項では南アフリカ共和国で販売されるピックアップトラックのNP200についても記す。

## 歴史
2007年7月13日、メキシコで発売開始。ルノーからのOEM供給車種で、ベースはダチア・ロガンである。ブラジルのクリチバ工場からの輸入となる。フロントグリルが日産のファミリーカーに共通するデザインになっていることが、ベース車との主な相違点である。エンジンはK4M型 直4 1.6 Lのみ。
アプリオは2010年8月頃に販売中止となった。SHIFT_ワードはSHIFT_the answerであった。

## NP200
南アフリカ共和国で1400バッキーの後継車種として2008年9月29日に発表され、10月1日に発売されたピックアップトラックである。ベースはロガンピックアップ。ベース車との相違点として、アプリオと同じフロントグリルが装着されており、また、ホイールカーバーやカラードバンパーが採用されている。
樹脂製の簡素なインテリアが特徴的である。
日産GT 2012期間中に発売が予定されているLCV（ライト・コマーシャル・ヴィークル）の第1弾として投入され、南アフリカ日産自動車会社車両組み立て工場で生産される。
2009年にはマイナーチェンジが行われ、フロントバンパーの形状が変更され、フロントグリルは日産のRV系車種に共通する三分割デザインとなった。また、K4M型1.6 Lと、K9K型1.5 Lディーゼルエンジン（K型エンジン・英語版）が新たに搭載された。
SHIFT_ワードは先代の1400バッキーと同じ、SHIFT_freedomであり、先代モデルである1400バッキーは在庫終了まで販売が継続された。
2018年には安全装備が強化された。
2023年の新車カタログにも登録されており、販売が継続されている。ただし、カタログ上はディーゼルエンジン搭載車のラインナップが白塗りされており、そちらは取り扱われていない。

### ボディカラー
- ホワイト(ソリッド)
- ブライトシルバー(メタリック)
- サーマルゴールド(メタリック)
- テクノ(メタリック)
- インフィニットブラック(メタリック) *特別塗装色
- レッド(ソリッド) *特別塗装色
- クラレットレッド(メタリック)
- スターリングブルー(メタリック)

### エンジン性能
| ガソリンエンジン   | ガソリンエンジン | ガソリンエンジン           | ガソリンエンジン     | ガソリンエンジン | ガソリンエンジン | ガソリンエンジン | ガソリンエンジン | ガソリンエンジン |
| エンジン型式       | 排気量           | 最高出力                   | 最大トルク           |                  |                  |                  |                  |                  |
| ------------------ | ---------------- | -------------------------- | -------------------- | ---------------- | ---------------- | ---------------- | ---------------- | ---------------- |
| K4M                | 1,598 cc         | 77 kW (105 PS) / 5,750 rpm | 148 N・m / 3,750 rpm |                  |                  |                  |                  |                  |
| K7M 410            | 1,598 cc         | 64 kW (87 PS) / 5,500 rpm  | 128 N・m / 3,000 rpm |                  |                  |                  |                  |                  |
| ディーゼルエンジン |                  |                            |                      |                  |                  |                  |                  |                  |
| エンジン型式       | 排気量           | 最高出力                   | 最大トルク           |                  |                  |                  |                  |                  |
| K9K                | 1,461 cc         | 63 kW (86 PS) / 3,750 rpm  | 200 N・m / 1,900 rpm |                  |                  |                  |                  |                  |

### グレード別装備
ここでは、南アフリカ仕様のグレード別装備について記す。
|                                                    | 1.6 8V Base                    | 1.6 8V Base A/C+Safety Pack | 1.6 16V High   |
| -------------------------------------------------- | ------------------------------ | --------------------------- | -------------- |
| 荷台の固定金具（床）                               | 6                              | 6                           | 4              |
| 高さ調節可能なフロントシートベルト                 | N/A                            | N/A                         | 標準           |
| リモートロック                                     | N/A                            | N/A                         | 標準           |
| キャブプロテクター                                 | N/A                            | N/A                         | ロールバー     |
| タコメーター                                       | ブラック                       | シルバー                    | シルバー       |
| 空調                                               | N/A                            | 標準                        | 標準           |
| フロントパワーウィンドウ                           | N/A                            | N/A                         | 標準           |
| スライド式リアウィンドウ                           | N/A                            | N/A                         | 標準           |
| 助手席サンバイザーのバニティミラー                 | N/A                            | N/A                         | 標準           |
| AM/FMラジオ・CD/MP3プレイヤー付統合ディスプレイ    | N/A                            | N/A                         | 標準           |
| スピーカー（ラジオとリンク）                       | 0                              | 0                           | 2              |
| ダッシュボード上の収納コンパートメント（助手席側） | 標準                           | N/A                         | N/A            |
| インテリアの材質                                   | 布とビニール                   | 布とビニール                | 布             |
| バンパー                                           | ブラック素地                   | ブラック素地                | ボディカラー   |
| オーバーフェンダー                                 | N/A                            | N/A                         | 標準           |
| ドアとサイドパネルの黒いドアモール                 | N/A                            | N/A                         | 標準           |
| サイドシルカバー                                   | N/A                            | N/A                         | 標準           |
| ドアミラー                                         | ブラック素地                   | ブラック素地                | ボディカラー   |
| ホイール                                           | 15インチスチール(ボウルタイプ) | 15インチスチール            | 15インチアルミ |

## 関連事項
- ダチア・ロガン